# ميولانة
الميولانة أو الجوالة الصغيرة (الاسم العلمي:†Meiolania) هي جنس من السلاحف المنقرضة يتبع فصيلة الميولانات من قريبات السلاحف.